# Uràlets
Uràlets (en rus: Уралец) és un poble (un possiólok) de l'óblast de Sverdlovsk, a Rússia, segons el cens del 2010 tenia 1.425 habitants.>